# Bitwa pod Paardeberg
Bitwa pod Paardeberg (Końskim Wzgórzem) – starcie zbrojne, które miało miejsce w dniach 18–27 lutego 1900 roku pomiędzy siłami brytyjskimi a burskimi w czasie trwania II wojny burskiej (1899–1902). Była jedną z najważniejszych bitew tej wojny i zakończyła się zdecydowanym zwycięstwem wojsk brytyjskich.

## Burowie i Anglicy
Burowie byli to potomkowie głównie holenderskich, ale także niemieckich, belgijskich i francuskich protestantów którzy osiedlali się w Afryce Południowej, w XVII i XVIII wieku. W XIX wieku Burów zaczęli wypierać osadnicy angielscy. Między 1835 a 1841, ok. 14 tys. Burów – tak zwanych Voortrekkers – opuściło Kolonię Przylądkową wyruszając w głąb Afryki, na północ i północny wschód i podbijając tamtejsze ludy tubylcze (w tym Zulusów). Okres ten nazwano Groot Trek – Wielką Wędrówką. Na północ i wschód od rzeki Oranje utworzyli trzy republiki burskie: Natal, Orania i Transwal. Natal wpadł w ręce brytyjskie już w latach 40 wieku XIX. W 1880 r. Brytyjczycy próbowali zawładnąć także Oranią i Transwalem. Burowie przeciwstawili się zbrojnie i pierwszą z wojen wygrali. W układzie pokojowym Wielka Brytania uznała niepodległość Transwalu, przejmując tylko politykę zagraniczną tego kraju. Pokój został podpisany 23 marca 1881 r. Na jego mocy Transwal uzyskał niepodległy rząd pod teoretycznym nadzorem Wielkiej Brytanii. W 1886 r. w Transwalu i Oranii zostały odkryte bogate pokłady złota i diamentów. Kraje te ogarnęła wtedy gorączka złota i z Europy, głównie z Wielkiej Brytanii, przybyło tysiące osadników, żądnych wzbogacenia się. W celu zawładnięcia złotodajnymi terenami w 1895 r. Brytyjska Kompania Afryki Południowej podjęła próbę ich podbicia. Burowie rozbili jednak oddziały wojskowe Kompanii, a wtedy Wielka Brytania zaczęła przygotowania do wojny, przerzucając duże oddziały wojsk do Afryki (głównie z Kanady, Nowej Zelandii i Australii). W odpowiedzi obie republiki zawarły w 1897 r. sojusz obronny i sposobiły się do konfliktu z Wielką Brytanią.

## Przed starciem
Burowie wobec odrzucenia propozycji rozwiązania konfliktu pokojowo, 11 października 1899 rozpoczęli działania zaczepne oblegając miasta Kimberley, Mafeking i Ladysmith położone na pograniczu republik burskich i brytyjskich posiadłości: Kolonii Przylądkowej, Natalu i Beczuany. Zdawali bowiem sobie sprawę, że jedynie zaskoczenie Anglików, odebranie im inicjatywy, zadanie z miejsca poważnych klęsk i zajęcie kluczowych punktów strategicznych zmusi tych ostatnich do przyjęcia rozmów pokojowych, mogących doprowadzić do kompromisu możliwego do przyjęcia przez obie strony. Początkowo siły obu armii były mniej więcej równe i liczyły po około 40 tysięcy żołnierzy. Liczba ta miała się stopniowo zmieniać na niekorzyść Burów, a to ze względu na ciągłe transporty wojsk brytyjskich w rejon konfliktu. W początkowym okresie wojny (do lutego 1900) Burowie odnosili oszałamiające sukcesy kilkakrotnie bijąc liczniejsze wojska brytyjskie m.in. pod Colesno, Magersfontein, Stormbergiem. W grudniu 1899 r. do Afryki przybył nowy naczelny wódz brytyjski – lord Frederick Roberts i pogromca mahdystów sudańskich lord Kitchener, stojący na czele ponad 50 tysięcznej armii. Podjął on próbę osaczenia i pobicia znacznych sił burskich oblegających Kimberley. Gdyby miasto wpadło w ręce Burów zyskaliby oni dogodną bazę wypadową w kierunku Kolonii Przylądkowej – serca brytyjskich posiadłości w Afryce Południowej.

## Bitwa i jej skutki
Czterotysięczną armią burską pod Kimberley dowodził gen. Piet Arnoldus Cronje. Pod wpływem wcześniejszych zwycięstw burgerów począł lekceważyć niebezpieczeństwo ze strony Anglików. Gdy jeden z jego podkomendnych gen. Christiaan Rudolph de Wet przestrzegał go przed starciem z liczniejszym przeciwnikiem, stwierdził nie bez złośliwości: „I ty także obawiasz się Anglików? Żadnej słabości! Pozabijaj mi jednych, a weź do niewoli resztę”. Jednak gdy 24 lutego 1900 r. kolumnie brytyjskiej gen. Frencha udało się przełamać burską blokadę i połączone siły garnizonu Kimberley i Frencha poczęły naciskać na Burów, Cronje został zmuszony do odwrotu. Burskie oddziały cofały się powoli ku stokom Paardebergu, tocząc po drodze uporczywe walki. Sytuacja z każdą godziną stawała się coraz trudniejsza. Lada chwila całe ugrupowanie mogło znaleźć się w całkowitym okrążeniu. Wobec tego rząd Burów nakazał wszystkim operującym w tym rejonie oddziałom, mającym swobodę działania, by połączyły się i ruszyły na odsiecz osaczanemu przez Anglików Cronjemu. Rozkazy wykonano i połączone siły generałów de Weta, Jacobsa, Bothy i Hertzoga ruszyły w kierunku Paardebergu.
Tymczasem oddziały Cronjego, naciskane z każdej strony przez wroga, zbudowały warowny obóz na prawym brzegu rzeki Moder niedaleko Kimberley. Pozycja została źle wybrana. Zewsząd otaczały ją wzniesienia, z których Brytyjczycy mogli razić Burów ogniem swej artylerii. Obóz otoczyło 20 tys. angielskich żołnierzy. Kitchenerowi i jego generałom wydawało się, że sprawa zostanie załatwiona w ciągu kilku godzin niewielkim nakładem sił. Brytyjczycy nie docenili jednak sił przeciwnika.
Następnego dnia (25 lutego) połączone oddziały de Weta i Bothy dotarły do celu. De Wet rzucił swych strzelców do ataku, kierując uderzenie przez Singfontein oraz sąsiednie wzgórza. Ale atak załamał się. Z domów osady i wzgórz obsadzonych przez Anglików bił celny ogień dział i karabinów. Burowie jednak nie zrezygnowali uderzając ponownie. W ręce Burów wpadło 60 jeńców. De Wet podciągnął na pierwszą linię swe dwa działa, by utorowały drogę ku osaczonemu Cronje. Wkrótce jednak do dział zaczęło brakować amunicji, a nacisk nieprzyjaciela wzmagał się z każdą chwilą. Do pełnego sukcesu potrzebne było aktywne współdziałanie oblężonych. Tylko atak prowadzony z dwóch stron mógł przynieść pomyślny wynik operacji. Tymczasem Cronje nie ruszał się. Dla de Weta stało się jasne, że nie chce on opuścić swego obozu, choć stojący między siłami burskimi Anglicy cofnęli się. 
Brytyjczycy zaniepokojeni atakami odsieczy rzucili przeciw niej nowe oddziały, wspierane przez trzy baterie artylerii. Burowie, zagrożeni okrążeniem, wycofali się. W międzyczasie nadeszły nowe oddziały burskie, co pozwoliło 26 lutego przeprowadzić kolejny atak. Skończył się on całkowitym niepowodzeniem. Do niewoli dostało się 100 Burów. 
Cronje nadal trwał w biernej obronie. De Wet i inni dowódcy nie bardzo wiedzieli co mają robić. Próbować jeszcze raz, czy się wycofać? Postanowili wysłać do obozu Cronje jednego z oficerów i poznać jego stanowisko. Chcieli, aby generał porzucił obóz i na czele swych ludzi przebił się do oczekujących go oddziałów, które nocnym atakiem związałyby siły angielskie. Cronje odpowiedział, że taborów nie opuści i za kilka godzin zamierza się poddać. Istotnie 27 lutego o godz. 10 rano Cronje skapitulował. Co podyktowało mu tę fatalną decyzję? Zdaniem rosyjskiego historyka Skopina, generał i jego ludzie nie chcieli po prostu porzucić furgonów załadowanych dobytkiem. 
Klęska pod Paardebergiem zrodziła wśród Burów defetyzm, zniechęcenie i niewiarę w zwycięstwo. Niektórzy uważali, że nie ma sensu przedłużać oporu. Coraz większe grupy opuszczały oddziały i udawały się do domów. Burgerzy nie dźwignęli się już po kapitulacji w Paardebergu. Mimo to wojna trwała jeszcze dwa lata, lecz nie przyniosła Burom zwycięstwa. Ostatecznie porozumieli się z Brytyjczykami i w zamian za szeroką autonomię złożyli broń w 1902.